# Cratere Butes (Febe)
Butes è un cratere sulla superficie di Febe.